# 歐西貓
歐西貓（英語：Ocicat），又譯奧西貓，是一種在美國育種而成的家貓，以身上的斑紋神似虎貓（Ocelot）而得名，但是它與虎貓之間沒有血源關係。它由阿比西尼亞貓和暹羅貓育種而成，之後也加入了美国短毛猫的血統。1987年，美國愛貓者協會（Cat Fanciers' Association）正式登錄這個品種，隨後其他各國的相關協會也已經將它列名在純種貓的名冊中。

## 歷史
歐西貓在1964年在美國被培育出來。